# BTS World
BTS WORLD (укр. Світ BTS) — мобільна відеогра, яка була розроблена компанією Takeone Company Corp і видана найбільшою південнокорейською ігровою компанією Netmarble. Дата випуску — 26 липня 2019 року на платформах Android і IOS.

## Ігровий процес
BTS WORLD — гра в стилі візуальної новели, переважна частина сюжету побудована на індивідуальному виборі гравця і на діалогах між ним і персонажами. Гравцеві належить пройти весь шлях гурту BTS, починаючи з 2012 року до теперішнього моменту (2019).
У грі використовуються реальні фотографії та відео, зняті учасниками музичного гурту спеціально для гри.

## Розробка
Згідно з офіційними даними, розробка гри тривала протягом двох років, починаючи з 2017 року. Південнокорейська ігрова компанія Netmarble, яка виступила видавцем гри, підкреслила, що сильна фанатська база BTS «допоможе вийти на хороший ринок для створення додатка».
Ця гра стала другим додатком випущеним на мобільних телефонах з теми південнокорейського гурту BTS. Перша гра вийшла в січні 2018 року — Superstar BTS (аналог Superstar SMTOWN і Superstar JYPNation від компанії Dalcomsoft).

## Персонажі
За даними офіційного вебсайту гри, в сюжеті діють сім різних індивідуальних історій про учасників BTS (крім загального сюжету):
| Учасник музичного коллективу | Роль у відеогрі                                                 |
| ---------------------------- | --------------------------------------------------------------- |
| Кім Намджун                  | Студент літературного факультету. Письменник-початківець.       |
| Кім Сокджін                  | Стажист в готелі.                                               |
| Мін Юнґі                     | Студент музичного факультету. Напрямок навчання — «Фортепіано». |
| Чон Хосок                    | Студент ветеринарної клініки.                                   |
| Пак Чімін                    | Учень старшої школи.                                            |
| Кім Техьон                   | Учень старшої школи.                                            |
| Чон Чонґук                   | Учень старшої школи.                                            |